# Загумённов, Олег Николаевич
Олег Николаевич Загумённов (род. 5 февраля 1974, Вольск) — российский актёр театра и кино, режиссёр, театральный педагог. Лауреат V и VI Областного театрального фестиваля «Золотой Арлекин»

## Биография
Родился 5 февраля 1974 года в Вольске (Саратовская область). Поступил в 1991 году на филологический факультет Саратовского государственного педагогического института им. Федина (оставил обучение в 1994 году). В 1999 году закончил театральный факультет СГК им. Собинова (ныне СаТИ) в мастерской Риммы Беляковой.
В 1999—2000 г. работал актёром в Вольском драматическом театре. В 2002 году снялся в эпизоде фильма «Звезда» (режиссёра Н. И. Лебедева).
В 2004—2008 был режиссёром в Центральном Доме Актёра им. Яблочкина. В 2005 году работал в качестве актёра и режиссёра-стажёра в международном проекте «Кухня» по пьесе А. Уэскера в Валенсьене и в Монсе.
В 2006 году закончил режиссёрский факультет Российской академии театрального искусства (мастерская народного артиста РФ Л. Хейфеца). С 2008 года в должности главного режиссера возглавляет труппу Вольского драматического театра.
С 2010 года преподаёт мастерство актера в СаТИ в мастерской Народной артистки РФ Риммы Беляковой.
- 2014 — Член жюри конкурса-фестиваля в рамках Международного проекта «Душа моей Родины» (Астрахань)
- 2014 — Член жюри V Всероссийского фестиваля «Театральные витражи» (Заречный)

## Постановки в театре

### Вольский драматический театр
- 2000 — «Sorry...» по пьесе А. Галина
- 2008 — «Дом Бернарды Альбы» Ф.-Г. Лорка
- 2008 — «Записки подлеца» А. Островский
- 2009 — «Полиция» С. Мрожек
- 2009 — «Мы едем, едем, едем...»  Н. Коляда
- 2009 — «Оливер!» по Ч. Диккенсу и Л. Барту
- 2010 — «Бальзаминов. Сновидения» А. Островский
- 2011 — «Банкет»  Н. Саймон
- 2015 — «Не было ни гроша, да вдруг алтын» А. Островский

### Саратовский театр русской комедии
- 2010 — «Горько!..» М. М. Зощенко, А. М. Бонди
- 2011 — «Дед Мороз, ау-у-у-у!» М. Новаков
- 2011 — «Палата бизнес-класса» А. Коровкин
- 2011 — «Люди, звери и бананы» А. Соколова
- 2012 — «Новогодние чудеса, или Баба-Яга против» Б. Аронов, А. Чупин
- 2012 — «Двенадцатая ночь, или Что угодно» У. Шекспир
- 2012 — «Мамаклава» П. И. Морозов
- 2013 — «Брак поневоле» Ж.-Б. Мольер
- 2014 — «Играем детектив» по пьесе «Ловушка для одинокого мужчины» Р. Тома
- 2014 — «Лев Васька» П. Морозов
- 2016 — «Царевна-Несмеяна» В. Илюхов
- 2016 — «Любовь до потери памяти» В. Красногоров
- 2017 — «С любовью не шутят» Педро Кальдерон де Ла Барка
- 2017 — «Фанатки» Р. Белецкий
- 2018 — «Шкаф» В. Леванов

### Другие театры
- 1999 — «Русалка» по пьесе А. Пушкина (Саратовский муниципальный театр пластической драмы)
- 2003 — «Случай в Ялте» по И. Бродскому (Московский Центральный Дом Актера им. А. Яблочкиной)
- 2004 — «№13» по пьесе Р. Куни (Семипалатинский Русский драматический театр им. Ф. Достоевского)
- 2006 — «Золушка» по пьесе Е. Шварца (Российский академический молодёжный театр)
- 2011 — «В джазе одни девушки» по мотивам американских мюзиклов (Саратовский областной театр оперетты)
- 2014 — «Федра» по пьесе Ж. Расина (Саратовский муниципальный театр "Балаганчикъ")

### Дипломные спектаклиСАТИ
- 2011 — «Поздняя любовь» А. Островский (Саратовский театр драмы)
- 2014 — «Лысая певица» Э. Ионеско (Театр кукол «Теремок»)
- 2014 — «Геркулес и авгиевы конюшни» Ф. Дюрренматт (Саратовский ТЮЗ)
- 2017 — «Будем знакомы» класс-концерт (Саратовский ТЮЗ)
- 2018 — «Однажды в Лондоне» по мотивам романа «Оливер Твист» Чарльза Диккенса (Саратовский ТЮЗ)
- 2019 — «Дон Жуан или Любовь к геометрии» М.Фриш (Саратовский ТЮЗ)
- 2019 — «Клетка» М.Фратти (Саратовский ТЮЗ)
- — «Шекспир.Диалоги» по произведениям У. Шекспира (Саратовский ТЮЗ)
- 2022 — «Хроники московского захолустья» по пьесе ««Не было ни гроша, да вдруг алтын» А.Н.Островского (Саратовский ТЮЗ)
- 2022— «Случай в Ялте» по произведениям И.Бродского (Саратовский ТЮЗ)
- 2022 — «Церковь присвятого Макчикена» М.Малухина (Саратовский ТЮЗ)

## Фильмография
- 2002 — «Звезда» — разведчик, эпизод
- 2003 — «Случай с доктором Лекриным» — аспирант Богданов
- 2003 — «Следствие ведут знатоки» — милиционер
- 2003 — «На углу у Патриарших 2» — официант
- 2004 — «Всадник по имени Смерть» — официант

## Награды
- 2010 — «Золотой Арлекин» специальный приз жюри «За режиссёрский дебют» в спектакле «Дом Бернарды Альбы»[1], Вольский Драматический театр
- 2011 — «Золотой Арлекин» специальный приз за постановку спектакля «Мы едем, едем, едем…»[2], Вольский Драматический театр

## Публикации
- Сценическое событие — важнейший элемент программы обучения актёрскому мастерству // Проблемы исполнительской интерпретации и музыкальной педагогики. Сб. ст. по материалам Всероссийской научно-практической конференции 5-6 марта 2011 года. Саратов, 2012